# サビネン
サビネン(Sabinene)は、天然に存在する二環式モノテルペンである。分子式はC10H16である。セイヨウヒイラギガシやオウシュウトウヒ等の様々な植物の精油から単離される。シクロペンタン環とシクロプロパン環が融合した構造の環を持つ。
サビネンは、コショウの辛味の成分の1つであり、またニンジンの種子の油の主要成分である。少量であるが、ティーツリー油やナツメグの精油にも含まれる。